# Kim Min-woo
Kim Min-woo est un footballeur international sud-coréen né le 25 février 1990 à Jinju. Il évolue au poste de défenseur.

## Biographie
Kim Min-woo participe à la Coupe du monde des moins de 20 ans 2009 avec la Corée du Sud. La Corée du Sud atteint les quarts de finale de la compétition, Kim Min-woo disputant quatre matchs lors de ce tournoi. Kim Min-woo participe ensuite aux Jeux asiatiques de 2010, où la Corée du Sud obtient la médaille de bronze.
Kim Min-woo commence sa carrière professionnelle en 2010 au Sagan Tosu. Le club évolue en J-League 2. Kim Min-woo est vice-champion de J-League 2 en 2011 avec cette équipe, obtenant ainsi la promotion en J-League 1. Pour sa première saison en J-League 1, il dispute 31 matchs, inscrivant 2 buts.